# Кубок РСФСР по хоккею с шайбой 1957
Седьмой розыгрыш Кубка РСФСР по хоккею с шайбой был проведён до начала чемпионата. Победитель получал право сыграть в кубке среди КФК.

## Список участников
| Известные участники |
| --- |
| - «Буревестник» Киров - «Буревестник» Новосибирск - «Буревестник» Омск - «Динамо» Благовещенск - «Динамо» Воронеж - «Динамо» Горький - «Динамо» Кемерово - «Динамо» Свердловск-45 - «Крылья Советов» Новосибирск - «Крылья Советов» Раменское - «Металлург» Каменск-Уральский - «Металлург» Челябинск - «Спартак» Иркутск - «Торпедо-Красная Этна» Горький - «Химик-2» Воскресенск - «Шахтёр» Скопин - ДО Куйбышев - ДО Чкалов - Механический завод Щербаков - Сб. г. Зеленодольск - Сб. г. Комсомольск-на -Амуре - Сб. г. Сталинград - Сб. г. Тюмень - ? Гусь-Хрустальный |

## 1/16 финала
| 04.01.1957 | «Шахтёр» Скопин               | «Крылья Советов» Раменское     | 1:5  |
| 06.01.1957 | «Металлург» Каменск-Уральский | Сб. г. Тюмень                  | ?    |
| 06.01.1957 | «Буревестник» Новосибирск     | «Буревестник» Омск             | 9:5  |
| 06.01.1957 | «Динамо» Свердловск-45        | «Металлург» Челябинск          | 8:9  |
| 06.01.1957 | ДО Чкалов                     | ДО Куйбышев                    | 10:4 |
| 06.01.1957 | «Динамо» Благовещенск         | Сб. г. Комсомольск-на -Амуре   | 15:3 |
| 06.01.1957 | Сб. г. Зеленодольск           | «Динамо» Горький               | 0:11 |
| ??.01.1957 | ? Гусь-Хрустальный            | «Торпедо-Красная Этна» Горький | 1:20 |
| ??.01.1957 | «Буревестник» Киров           | Механический завод Щербаков    | 4:2  |
| ??.01.1957 | «Динамо» Кемерово             | ?                              | ?    |
| ??.01.1957 | «Крылья Советов» Новосибирск  | ?                              | ?    |
| ??.01.1957 | Сб. г. Сталинград             | ?                              | ?    |
| ??.01.1957 | «Химик-2» Воскресенск         | ?                              | ?    |
| ??.01.1957 | «Спартак» Иркутск             | ?                              | ?    |
| ??.01.1957 | «Динамо» Воронеж              | ?                              | ?    |
| ??.01.1957 | ?                             | ?                              | ?    |

## 1/8 финала
| ??.01.1957 | «Динамо» Кемерово              | «Крылья Советов» Новосибирск | 0:8  |
| 13.01.1957 | «Металлург» Челябинск          | ДО Чкалов                    | 5:3  |
| 13.01.1957 | Сб. г. Сталинград              | «Динамо» Горький             | 2:10 |
| 13.01.1957 | «Крылья Советов» Раменское     | «Химик-2» Воскресенск        | 1:5  |
| ??.01.1957 | «Торпедо-Красная Этна» Горький | «Буревестник» Киров          | 19:1 |
| ??.01.1957 | «Динамо» Благовещенск          | «Спартак» Иркутск            | ?    |
| ??.01.1957 | «Динамо» Воронеж               | ?                            | ?    |
| ??.01.1957 | «Металлург» Каменск-Уральский  | ?                            | ?    |

## 1/4 финала
| 20.01.1957 | «Динамо» Воронеж             | «Химик-2» Воскресенск          | 5:11 |
| 20.01.1957 | «Металлург» Челябинск        | «Металлург» Каменск-Уральский  | 12:1 |
| 20.01.1957 | «Крылья Советов» Новосибирск | «Динамо» Благовещенск          | 24:1 |
| 20.01.1957 | «Динамо» Горький             | «Торпедо-Красная Этна» Горький | 6:4  |

## 1/2 финала
| 27.01.1957 | «Химик-2» Воскресенск | «Динамо» Горький             | 2:7  |
| 28.01.1957 | «Металлург» Челябинск | «Крылья Советов» Новосибирск | 0:11 |

## Финал
| 30.01.1957 | «Динамо» Горький | 4:3 | «Крылья Советов» Новосибирск | Стадион Дома офицеров, Чкалов |

| Отчёт | Отчёт | Отчёт | Отчёт | Отчёт |
| ----- | ----- | ----- | ----- | ----- |
|       |       |       |       |       |
|       |       |       |       |       |
|       |       |       |       |       |
|       |       |       |       |       |
|       |       |       |       |       |
|       |       |       |       |       |
|       |       |       |       |       |
|       |       |       |       |       |
|       |       |       |       |       |